# WEYS
웨이즈(WEYS)는 대한민국 주식회사 그레잇에서 제공하는 핀테크의 일종으로, 국내 1호 온라인환전영업자로 등록 된 외국환 환전 전문 금융 서비스이다.
2019년 11월 8일 서비스를 잠정 중단했다.